# Грб Свете Јелене
Грб Свете Јелене је званични грб једне од административних јединица Британске прекоморске територије Света Јелена, Асенсион и Тристан да Куња - острва Света Јелена. Грб је усвојен 30. јануара 1984. године.

## Опис грба
Грб Свете Јелене састоји се од штита на чијој се горњој половини налази бијела птица пловка на златном пољу, а у доњој половини штита приказан је брод како приступа обали острва. На броду, се вијори застава Енглеске.
Штит је огрнут плаво-златним огртачем (плаштом) са витешком кацигом на челенки. Изнад челенке је приказана силуета жене - Свете Јелене Цариградске, заштитнице острва.